# أونيكه تسورن
أونيكا تسورن Unica Zürn (ولدت في 16 يوليو 1916 في ضاحية جرونيفالد في برلين تحت اسم Nora Berta Unica Ruth Zürn - وماتت في 19 أكتوبر 1970 في باريس) هي كاتبة ورسامة ألمانية.

## حياتها
عملت أونيكا تسورن في شركة السينما الألمانية Ufa سكرتيرة ثم موثقة أرشيف ثم دراماتورج للأفلام الداعائية. تزوج في عام 1942 من إريش لاوبنمولن وأنجبت منه طفلين. ثم انفصلا في عام 1949 وحصل الأب على حق الرعاية. وبين عامي 1949 و 1955 كسبت قوتها عبر تأليف القصص للصحف البرلينية.
وفي عام 1953 تعرفت على الفنان هانس بيلمر، ونشأت بينهما علاقة حميمة انتهت إلى الارتباط. وتبعته إلى باريس حيث بدأت الرسم وتأليف الألغاز. وعرضت رسوماتها بين عامي 1953 و 1957 في باريس. ومنذ عام 1957 كانت لها صلات بالسرياليين الباريسيين ومنهم هانس أرب وأندريه بريتون ومارسيل دوشامب وماكس إرنست وهنري ميشو، وبدأت في كتابة مقطوعات نثرية سريالية. وفي العام 1959 اشتركت في documenta II في كاسل قسم الجرافيك. أصيبت في بداية الستينات بالشيزوفرينيا. قضت بين عامي 1961 و 1963 فترة علاج في المستشفى النفسي في باريس، كما كانت هناك فترات علاج أخرى في المستشفيات في السنوات التالية. وفي عام 1967 أقامت بالاشتراك مع هانس بيلمر معرضا كبيرا في هانوفر بألمانيا. وقضت عام 1970 في مستشفى نفسي في فرنسا وتحسنت حالتها للمرة الأولى بشكل ملحوظ منذ بداية مرضها. وقد سمح لها بالخروج من المستشفى لمدة يومين في 18 أكتوبر. إلا أنها انتحرت في 19 أكتوبر بإلقاء نفسها من نافذة منزل هانس بيلمر.
أما أعمال أونيكا تسورن الأدبية فقد لم تعط حقها الكامل من الاهتمام، فقد كانت مصطبغة بملامح من السيرة الذاتية واتخذ شكل المقطوعات النثرية. واتخذت من علاقاتها العاطفية ومرضها موضوعا لأعمالها، وكذلك فقد كتبت العديد من القصائد منها 123 قصيدة لغز تعد هي الأهم بين أعمالها.

## من أعمالها
- نصوص الساحرات 1954
- الربيع القاتم 1969
- في غبار هذه الحياة 1980
- البياض ذو النقطة الحمراء 1981
- بيت المرضى 1986

## روابط خارجية
- أونيكه تسورن على موقع IMDb (الإنجليزية)
- أونيكه تسورن على موقع ميوزك برينز (الإنجليزية)
- أونيكه تسورن على موقع ديسكوغز (الإنجليزية)
- أونيكه تسورن على موقع قاعدة بيانات الفيلم (الإنجليزية)